# Петер Сунделін
Петер Сунделін (швед. Peter Sundelin, 13 січня 1947) — шведський яхтсмен.
Олімпійський чемпіон 1968 року в класі 5,5 метра. Учасник Олімпійських ігор 1972, 1976 та 1980 років.
Чемпіон світу в класі Дракон 1971 року.
Срібний призер чемпіонату світу в класі 5,5 метра 1968 року.
Срібний призер чемпіонату Європи в класі Зоряний 1978 року.
Брат Ульфа, Єрґена та Стефана Сунделінів.